# 元官僚芸人まつもと
元官僚芸人まつもと（もとかんりょうげいにんまつもと、1978年（昭和53年）7月29日 - ）は、日本のお笑い芸人、コメンテーター、コンサルタント。本名は松本 昌平（まつもと しょうへい）。旧・イエスマンのボケ担当。
松竹芸能所属で、元キャリア官僚である。

## 来歴
京都府出身。父はNHKでアナウンサーを務めており、この影響で父の転勤に伴う転居を繰り返して小学校は北海道札幌市で入学、大阪府大阪市に移って、卒業時は長崎県長崎市だったという。中学時代も長崎で過ごし、その時代に学校から体を動かす活動を強要され、やむなく「女子体操部」に所属するという変わった体験をしている。洛星高等学校を経て京都大学経済学部卒業後、京都大学大学院情報学研究科に進み、修士課程を修了した。
キャリア官僚として総務省、財務省、内閣官房に計8年間勤務した。
ドリームインキュベータ、経営共創基盤でコンサルタントとして勤務していた経歴を持つ。
過去には起業家としてアニメーションの二次利用開発を行う「プレアデスアニメーション」を立ち上げて社長も務めていた。
2023年時点では『週刊新潮』をはじめとしたメディアでコメンテーターとしても活動している。

## 出演番組

### ラジオ
- 元官僚芸人まつもとの働き方改革ラジオ！～転職＆副業で人生変えよう！～（レインボータウンFM、2023年5月28日-）
- ナザレンコ・アンドリー＆元官僚芸人まつもとの「そこまで言っちゃう！？」 （レインボータウンFM、2024年4月13日-）
- トフィー＆元官僚芸人まつもとの「なんで、私が芸人に！？」 （渋谷クロスFM、2024年4月27日-9月28日）
- さんきゅう倉田＆元官僚芸人まつもとの「お金を稼ごう！」～学ぼう投資と税金～ （レインボータウンFM、2024年7月14日-）
- 元官僚芸人まつもと＆佐藤遥のアイドル学概論～さとはるが勉強ばっかの元官僚にアイドルの魅力を教育するぞ！～（レインボータウンFM、2024年10月13日-）